# UTC+9:45
UTC+9:45 a fost un fus orar neoficial aflat cu 9 ore și 45 minute înaintea UTC.
UTC+9:45 a fost folosit de cinci hanuri la marginea drumului Eyre Highway în deșertul Nullarbor în Australia ca oră de vară. Hanurile Border Village, Cocklebiddy, Eucla, Madura și Mundrabilla se află în sudul Australiei de Vest pe drumul către Australia de Sud. Fusul orar începea după hanul Caiguna și se întindea până după Border Village, care se află imediat după graniță în Australia de Sud. De la Caiguna până în Border Village sunt 350 kilometri pe Eyre Highway.
UTC+9:45 a fost denumit Ora de vară a Australiei central-vestice (Australian Central Western Daylight Time - ACWDT) și a fost folosit în timpul când Australia de Vest folosea ora de vară.